# Raffinerie de Lavéra
La raffinerie de Lavéra est une raffinerie de pétrole brut, située à Lavéra, un quartier côtier de Martigues, dans le département des Bouches-du-Rhône, en France.

## Histoire
La raffinerie de Lavéra a été mise en service en 1933 avec une capacité annuelle de traitement de 350 000 tonnes de pétrole brut/an, l'effectif de la raffinerie et du dépôt étant alors de 450 personnes.
Construite par la Société générale des huiles de pétrole, cette raffinerie a appartenu à la compagnie BP jusqu'en 2005, a été transférée à Innovene, filiale de BP, puis a été rachetée la même année par Ineos.
En 2011, un accord est signé entre Ineos et la société pétrolière chinoise Petrochina : cet accord débouche sur la création de la filiale Petroineos qui exploite aujourd'hui les raffineries de Lavéra et de Grangemouth, en Écosse.

## Moyens
La capacité de traitement de brut du vapocraqueur de la raffinerie est de 210 000 barils par jour, soit une capacité annuelle de l'ordre de dix millions de tonnes. Elle expédie les produits raffinés (carburants: essences, gazole et fioul domestique, kérosène, fiouls lourds, bitumes) par des points de chargement route, fer et eau annexés à la raffinerie. Les expéditions par oléoduc se font sur l'oléoduc Méditerranée-Rhône du réseau SPMR (Société des Pipelines Méditerranée-Rhône), exploité par la société Trapil, réseau qui dessert les dépôts de la Côte d'Azur, de la vallée du Rhône, des Alpes et de la Suisse.
La raffinerie de Lavéra est aussi la source d'alimentation du vapocraqueur d'une capacité de 750 000 tonnes par an, appartenant initialement à la société Naphtachimie, filiale à 50/50 de Total et Ineos jusqu'en juillet 2023, puis entierement à Ineos.